# Міусинська міська рада
Міусинська міська́ ра́да — орган місцевого самоврядування у складі Краснолуцької міської ради Луганської області. Адміністративний центр — місто Міусинськ.

## Загальні відомості
- Міусинська міська рада утворена в 1965 році.
- Територія ради: 18,07 км²
- Населення ради: 6 117 осіб (станом на 2001 рік)
- Територією ради протікають Довжик, Міус.

## Населені пункти
Міській раді підпорядковані населені пункти:
- м. Міусинськ
- с. Корінне
- с. Лісне
- с. Новоєлизаветівка

## Склад ради
Рада складається з 30 депутатів та голови.
- Голова ради: Скоробогатов Віктор Миколайович
- Секретар ради: Лоленко Іван Іванович

### Керівний склад попередніх скликань
| ПІБ                             | Основні відомості                                                                    | Дата обрання | Дата звільнення |
| ------------------------------- | ------------------------------------------------------------------------------------ | ------------ | --------------- |
| Скоробогатов Віктор Миколайович | Міський голова, 1957 року народження, освіта вища, безпартійний                      | 26.03.2006   | 31.10.2010      |
| Скоробогатов Віктор Миколайович | Міський голова, 1957 року народження, освіта вища, член Комуністичної партії України | 31.10.2010   |                 |

Примітка: таблиця складена за даними джерела

### Депутати
За результатами місцевих виборів 2010 року депутатами ради стали:

#### За суб'єктами висування
| Суб'єкт висування                 | Кількість обраних депутатів | %    |
| --------------------------------- | --------------------------- | ---- |
| Партія регіонів                   | 16                          | 53,3 |
| Комуністична партія України       | 11                          | 36,7 |
| Політична партія «Сильна Україна» | 3                           | 10   |

#### За округами
| № округу                          | Прізвище, ім'я, по батькові      | Дата визнання обраним | Освіта         | Партійна приналежність                  | Відомості про обраного депутата                                                                   |
| --------------------------------- | -------------------------------- | --------------------- | -------------- | --------------------------------------- | ------------------------------------------------------------------------------------------------- |
| Комуністична партія України       |                                  |                       |                |                                         |                                                                                                   |
| б/м                               | Щербина Григорій Іванович        | 03.11.2010            | Освіта середня | член Комуністичної партії України       | Ш-та «Міусинська», електро-слюсар підземний                                                       |
| б/м                               | Горицька Людмила Дмитрівна       | 03.11.2010            | Освіта вища    | позапартійна                            | НСШ № 8, директор                                                                                 |
| б/м                               | Суховерхова Любов Миколаївна     | 03.11.2010            | Освіта середня | позапартійна                            | Цех № 1 ВАТ «ДЕР», охоронник                                                                      |
| б/м                               | Амбросенко Дмитро Миколайович    | 03.11.2010            | Освіта вища    | позапартійний                           | Штеровський енергетичний технікум, заступник директора з навчальної роботи                        |
| 4                                 | Комісарова Любов Григоріївна     | 03.11.2010            | Освіта вища    | позапартійна                            | ККП Міусинського виконкому, касир                                                                 |
| 7                                 | Гайман Ігор Володимирович        | 03.11.2010            | Освіта середня | позапартійний                           | Ш-та «Міусинська», гРОЗ                                                                           |
| 9                                 | Басов Павло Геннадійович         | 03.11.2010            | Освіта середня | позапартійний                           | підприємець                                                                                       |
| 11                                | Удовенко Володимир Володимирович | 03.11.2010            | Освіта вища    | позапартійний                           | підприємець                                                                                       |
| 13                                | Лисенко Євген Олександрович      | 03.11.2010            | Освіта середня | позапартійний                           | підприємець                                                                                       |
| 14                                | Лоленко Іван Іванович            | 03.11.2010            | Освіта вища    | позапартійний                           | Краснолуцька автобаза державного підприємства «Донбасантрацит», завідувач підсобного господарства |
| 15                                | Ліконцев Микола Васильович       | 03.11.2010            | Освіта середня | позапартійний                           | пенсіонер                                                                                         |
| Партія регіонів                   |                                  |                       |                |                                         |                                                                                                   |
| б/м                               | Кукуяшна Оксана Миколаївна       | 03.11.2010            | Освіта середня | член Партії регіонів                    | ПК № 3 МЛ «Ізвестій», медсестра                                                                   |
| б/м                               | Бєлікова Алла Миколаївна         | 03.11.2010            | Освіта середня | член Партії регіонів                    | ПК № 3 МЛ «Ізвестій», медсестра сімейної медицини                                                 |
| б/м                               | Фоменко Валерій Борисович        | 03.11.2010            | Освіта вища    | член Партії регіонів                    | пенсіонер                                                                                         |
| б/м                               | Єренкова Олена Сергіївна         | 03.11.2010            | Освіта середня | член Партії регіонів                    | ПК № 3 МЛ «Ізвестій», медсестра терапевтичної ділянки № 4                                         |
| б/м                               | Дімітрова Олена Вікторівна       | 03.11.2010            | Освіта середня | член Партії регіонів                    | Приватне підприємство "Єрьоменко, продавець                                                       |
| б/м                               | Кукуяшний Анатолій Володимирович | 03.11.2010            | Освіта середня | член Партії регіонів                    | ВП шахта «Міусинськ» ДП «ДА», гРОЗ ділянки № 1                                                    |
| б/м                               | Смірнов Віталій Васильович       | 03.11.2010            | Освіта вища    | член Партії регіонів                    | ВП «Збудвуглетранс» ДП «Донбасантрацит», керівник                                                 |
| б/м                               | Стадник Олена Євгенівна          | 03.11.2010            | Освіта середня | член Партії регіонів                    | тимчасово не працює                                                                               |
| б/м                               | Максимчук Тетяна Панасівна       | 03.11.2010            | Освіта середня | член Партії регіонів                    | ДЗ «Краснолуцька міська санепідемстанція», помічник лікаря-епідеміолога                           |
| 1                                 | Волкова Ольга Іллівна            | 03.11.2010            | Освіта вища    | член Партії регіонів                    | Міусинська міська рада, секретар Міусинської міської ради                                         |
| 2                                 | Шор Катерина Вікторівна          | 03.11.2010            | Освіта вища    | член Партії регіонів                    | загальноосвітня школа І-ІІ ст. № 8, вчитель                                                       |
| 3                                 | Золотих Ірина Іванівна           | 03.11.2010            | Освіта вища    | член Партії регіонів                    | Методист, штерівський енергетичний технікум                                                       |
| 6                                 | Морозов Євген Якович             | 03.11.2010            | Освіта середня | член Партії регіонів                    | пенсіонер                                                                                         |
| 8                                 | Скоробогатова Ірина Вікторівна   | 03.11.2010            | Освіта середня | позапартійна                            | ВАТ «Донецькенергоремонт», контролер зварювальних робіт                                           |
| 10                                | Міндюков Геннадій Миколайович    | 03.11.2010            | Освіта середня | член Партії регіонів                    | ВП шахта «Міусинська» ДП «ДА», проходчик                                                          |
| 12                                | Енговатов Денис Сергійович       | 03.11.2010            | Освіта вища    | член Партії регіонів                    | тимчасово не працює                                                                               |
| Політична партія «Сильна Україна» |                                  |                       |                |                                         |                                                                                                   |
| б/м                               | Фоменко Тетяна Олексіївна        | 03.11.2010            | Освіта середня | член Політичної партії «Сильна Україна» | Краснолуцька ЦБС, філіал № 4, бібліотекар                                                         |
| б/м                               | Сушкова Ірина Миколаївна         | 03.11.2010            | Освіта вища    | член Політичної партії «Сильна Україна» | Виконком Міусинської міської ради, начальнк фінансово-економічного відділу                        |
| 5                                 | Павленко Володимир Володимирович | 03.11.2010            | Освіта середня | член Політичної партії «Сильна Україна» | тимчасово не працює                                                                               |